# Grammaire régulière
En informatique théorique, en théorie des langages, une grammaire régulière, rationnelle ou à états finis est une grammaire hors-contexte particulière qui décrit un langage régulier. Les grammaires régulières donnent donc une autre possibilité que les expressions rationnelles et les automates finis pour décrire un langage régulier.

## Définition
Une grammaire régulière peut être « à gauche » ou « à droite ».
- Une grammaire régulière à gauche est un ensemble de règles de la forme :

{\displaystyle X\rightarrow Ya}
{\displaystyle X\rightarrow a}
{\displaystyle X\rightarrow \epsilon }
où {\displaystyle X}, {\displaystyle Y} sont des symboles non-terminaux et {\displaystyle a} un symbole terminal.
- Une grammaire régulière à droite est un ensemble de règles de la forme :

{\displaystyle X\rightarrow aY}
{\displaystyle X\rightarrow a}
{\displaystyle X\rightarrow \epsilon }
où {\displaystyle X}, {\displaystyle Y} sont des symboles non-terminaux et {\displaystyle a} un symbole terminal. De plus, comme pour toutes grammaires, on considère un non-terminal particulier appelé axiome et noté {\displaystyle S}.

## Exemple
La grammaire suivante est une grammaire régulière à droite :
{\displaystyle S\rightarrow dA\mid rB\mid mC\mid \epsilon }
{\displaystyle A\rightarrow oS}
{\displaystyle B\rightarrow eS}
{\displaystyle C\rightarrow iS}
Avec la grammaire précédente, on peut engendrer le mot {\displaystyle dodomi}. En effet : {\displaystyle S\rightarrow dA\rightarrow doS\rightarrow dodA\rightarrow dodoS\rightarrow dodomC\rightarrow dodomiS\rightarrow dodomi}.

## Équivalence entre automates finis et grammaires régulières
On peut transformer de manière effective une grammaire régulière à droite en automate fini déterministe et vice versa. Les non-terminaux correspondent aux états de l'automate.

### Exemple
Considérons la grammaire ci-dessus. L'automate correspondant est le suivant :
La suite de dérivations {\displaystyle S\rightarrow dA\rightarrow doS\rightarrow dodA\rightarrow dodoS\rightarrow dodomC\rightarrow dodomiS\rightarrow dodomi} correspond à la lecture du mot {\displaystyle dodomi} dans l'automate où on passe successivement dans les états : S, A, S, B, S, C, S.

### Définition formelle
Soit une grammaire régulière à droite {\displaystyle G=\{N,\Sigma ,P,S\}}, alors l'automate {\displaystyle A=\{Q,\Sigma ',\delta ,Q_{0},Q_{T}\}} équivalent à G est défini tel que:
- {\displaystyle Q=N\cup \{q_{t}\}} avec {\displaystyle Q} l'ensemble des états et {\displaystyle q_{t}} un état puits terminal,
- {\displaystyle \Sigma '=\Sigma } avec {\displaystyle \Sigma '} l'ensemble des symboles terminaux
- {\displaystyle Q_{0}=S} avec {\displaystyle Q_{0}} l'état initial
- {\displaystyle \delta \in Q\times \Sigma \rightarrow Q} est la fonction de transition telle que, à la lecture d'un terminal {\displaystyle x} à partir d'un état {\displaystyle q_{i}} vers un autre état {\displaystyle q_{f}=\delta (q_{i},x)}.

La lecture de {\displaystyle P} permet de construire {\displaystyle \delta }. Pour chaque {\displaystyle Pi\in P}:
- Si {\displaystyle P_{i}=X\rightarrow aY} alors on a {\displaystyle \delta (X,a)=Y}
- Si {\displaystyle P_{i}=X\rightarrow a} alors on a {\displaystyle \delta (X,a)=q_{t}}
- Si {\displaystyle P_{i}=X\rightarrow \epsilon } alors on a {\displaystyle X\in Q_{T}}, {\displaystyle Q_{T}} L'ensemble des états terminaux.

Le même type de jeu de règles peut être établi pour une grammaire régulière à gauche.